# John Huettner
John Huettner (Washington, D.C., 21 de outubro de 1906 — Orange County, 4 de agosto de 1970) foi um velejador estadunidense, campeão olímpico. Ele competiu nos Jogos Olímpicos de Verão de 1932 na classe 8 Metre e conquistou a medalha de ouro na disputa a bordo do Angelita com Owen Churchill, John Biby, Alphonse Burnand, Kenneth Carey, William Cooper, Pierpont Davis, Carl Dorsey, Richard Moore, Alan Morgan, Robert Sutton e Thomas Webster.
Huettner trabalhou como advogado em Los Angeles e atuou como figurante em vários filmes. Esses trabalhos incluem Hands Across the Table (1935), The Big Broadcast of 1938 (1938), Citizen Kane (1941) e Journey into Fear (1943).